# Andoni Elizondo Mendiola
Andoni Elizondo Mendiola (Sant Sebastià, Guipúscoa, 5 d'agost de 1932 - 23 de febrer de 1986) fou un futbolista i entrenador de futbol basc. Com a jugador jugava com a defensa i va realitzar tota la seva carrera professional al club de la seva ciutat natal, la Reial Societat de Futbol, amb la qual va jugar 12 temporades i 243 partits oficials, entre 1952 i 1964. Després de retirar-se com a jugador, va entrenar també la Reial Societat, intermitentment i en diverses etapes durant una dècad a. Amb ell a la banqueta, el club va estrenar-se en competicions internacionals, disputant partits de la Copa de la UEFA. També va dirigir un partit de la selecció d'Euskadi, en un amistós contra Irlanda el 1979.

## Clubs
| Club           | Anys        |
| -------------- | ----------- |
| Reial Societat | 1952 - 1964 |

## Palmarès

### Com a entrenador

#### Reial Societat
- Segona Divisió (1): 1966-67